# Columnella carinata
Columnella carinata är en mossdjursart som först beskrevs av Harmer 1926.  Columnella carinata ingår i släktet Columnella och familjen Farciminariidae. Inga underarter finns listade i Catalogue of Life.